# Melle (Belgien)
Melle ist ein Ort in der belgische Gemeinde Merelbeke-Melle in der Provinz Ostflandern mit 11.981 Einwohnern (Stand 1. Januar 2024). Er liegt im Großraum Gent am südlichen Ufer der Schelde. Bis 31. Dezember 2024 war Melle eine eigenständige Gemeinde, bestehend aus den beiden Ortsteilen Melle und Gontrode. Sie zählte zuletzt 11.887 Einwohner (Stand 1. Januar 2022) auf 15,21 km².
Das Stadtzentrum von Gent liegt 6 Kilometer nordwestlich, Brüssel etwa 44 km südöstlich und Antwerpen 50 km nordöstlich.

Der nächste Autobahnanschluss befindet sich bei Merelbeke an der A10/E 40.

Die Gemeinde besitzt einen Regionalbahnhof an der Bahnlinie Gent – Melle – Aalst – Brüssel.

## Wirtschaft
In Melle befindet sich unter anderem die über Belgien hinaus bekannte Brauerei Huyghe.

## Städtepartnerschaft
Seit Oktober 2014 unterhält die Stadt eine Partnerschaft mit Melle bei Osnabrück in Deutschland.

## Persönlichkeiten
- Victor-Augustin-Isidore Dechamps (1810–1883), römisch-katholischer Theologe, Erzbischof von Mecheln 1867–1883
- Wilhelm Guddorf (1902–1943), Journalist und Widerstandskämpfer gegen das NS-Regime